# Ri Song-hui
Ri Song-hui (* 3. Dezember 1978) ist eine nordkoreanische Gewichtheberin.

## Werdegang
Ri Song-hui begann mit 14 Jahren mit dem Gewichtheben. 1996 erschien sie mit einer Leistung von 182,5 kg in der Gewichtsklasse bis 50 kg Körpergewicht auf dem 2. Platz der Jahres-Welt-Bestenliste. International trat sie erstmals 1997 in Erscheinung, als sie bei den Weltmeisterschaften in Chiangmai/Thailand, den 2. Platz in der Gewichtsklasse bis 54 kg Körpergewicht belegte. Bis 2004 startete sie dann bei allen wichtigen internationalen Veranstaltungen, wurde einmal Weltmeisterin im Mehrkampf und gewann zweimal eine olympische Silbermedaille. Enttäuschend für sie war sicher, dass sie bei den Olympischen Spielen 2000 in Abwesenheit der hohen Favoritin Chen Yanqing nicht die Chance zum Olympiasieg nutzen konnte und wegen einer schwachen Tagesform überraschend der Mexikanerin Soraya Jiminez unterlag. Ansonsten lieferte sie sich mit den Olympiasiegerinnen Udomporn Polsak aus Thailand und Chen Yanqing bei vielen Veranstaltungen heiße Gefechte.

## Internationale Erfolge/Mehrkampf
(OS = Olympische Spiele, WM = Weltmeisterschaft, KG = Körpergewicht)
- 1997, 2. Platz, WM in Chiangmai/Thailand, bis 54 kg KG, mit 195 kg, hinter Meng Xianjuan, China, 205 kg und vor Saipin Detsaeng, Thailand, 195 kg;
- 1998, 2. Platz, Asian Games in Bangkok, bis 58 kg KG, mit 217,5 kg, hinter Chen Yanqing, China, 220 kg und vor K. Suta, Thailand, 210 kg;
- 1999, 2. Platz, WM in Athen, hinter Chen Yanqing, 235 kg und vor Kuo Ping-Chun, Taiwan, 222,5 kg;
- 2000, 1. Platz, Asian Games in Ōsaka, bis 58 kg KG, mit 230 kg;
- 2000, Silbermedaille, OS in Sydney, bis 58 kg KG, mit 220 kg, hinter Soraya Jiminez, Mexiko, 222,5 kg und vor Khassaraporn Suta, Thailand, 210 kg;
- 2002, 1, Platz, Asian Games in Busan, bis 53 kg KG, mit 225 kg, vor Udomporn Polsak, 212,5 kg und Meng Xianyuan, China, 212,5 kg;
- 2002, 1. Platz, WM in Warschau, bis 53 kg KG, mit 225 kg, vor Li Xuejuan, China, 222,5 kg und Udomporn Polsak, Thailand, 215 kg;
- 2003, 2. Platz, WM in Vancouver, bis 53 kg KG, mit 222,5 kg, hinter Udomporn Polsak, 222,5 kg und vor Kantarean Junpim, Thailand, 217,5 kg;
- 2004, Silbermedaille, OS in Athen, bis 58 gk KG, mit 232,5 kg, hinter Chen Yanqing, 237,5 kg und vor Wandee Kameaim, Thailand, 230 kg

## Medaillen Einzeldisziplinen
(bei OS werden keine WM-Medaillen mehr vergeben)
- WM-Goldmedaillen: 1999, Stoßen, 130 kg – 2002, Reißen, 97,5 kg – 2003, Stoßen, 127,5 kg
- WM-Silbermedaillen: 1997, Stoßen, 110 kg – 1999, Reißen, 100 kg – 2002, Stoßen, 127,5 kg
- WM-Bronzemedaille: 2003, Reißen, 95 kg

| Personendaten    | Personendaten                  |
| ---------------- | ------------------------------ |
| NAME             | Ri, Song-hui                   |
| KURZBESCHREIBUNG | nordkoreanische Gewichtheberin |
| GEBURTSDATUM     | 3. Dezember 1978               |